# Източен Анадол
Регион Източен Анадол (на турски: Doğu Anadolu Bölgesi) е географски регион на Турция.

## Вилаети
- Агръ
- Бингьол
- Елязъг
- Хаккяри
- Ъгдър
- Карс
- Тунджели
- Ван